# خالد بن تونس
خالد بن تونس مؤسس ورئيس الجمعية الدولية الصوفية العلوية، جزائري من مواليد مدينة مستغانم 1949.

## نشأته ودراسته

### نشأته
ولد خالد بن تونس عام 1949 بولاية مستغانم.

## المناصب التي تولتها
- رئيس الجمعية الدولية الصوفية العلوية.[1][2]
- الرئيس الشرفي لـ المؤسسة المتوسطية للتنمية المستدامة - جنة العارف.[1][2]

## مؤلفاته
- التصوف قلب الإسلام - دار الجيل للنشر والطباعة والتوزيع، 2003.[3]

## اليوم العالمي للعيش معا بسلام
يعد صاحب فكرة اليوم الدولي للعيش معا في سلام والتي تمّ تقديمها أول مرة خلال مؤتمر نُظم بمدينة وهران سنة 2014، منحه الرئيس عبد العزيز بوتفليقة وسام الاستحقاق الوطني من مصف عهيد تسلمه بمقر منظمة  الأمم المتحدة للتربية والعلم والثقافة (يونسكو) خلال أول احتفال بهذا اليوم العالمي بتاريخ 16 مايو/أيار 2018، وكُرم من قبل  كندا بوسام رجل سلام نظير اسهامه في نشر الوعي بضرورة التعايش معا رغم الاختلاف وصرح «...السلم فلسفة حياة، إذ وجب الاستثمار في السلم والعيش معا وثقافة السلم...»